# Patricia Heaton
Patricia Helen Heaton (n. 4 martie 1958) este o actriță și producătoare americană. Este cunoscută pentru rolul din sitcomul Everybody Loves Raymond difuzat inițial de CBS unde a interpretat-o pe Debra Barone din 1996 până în 2005, pentru care a primit două Premii Emmy.

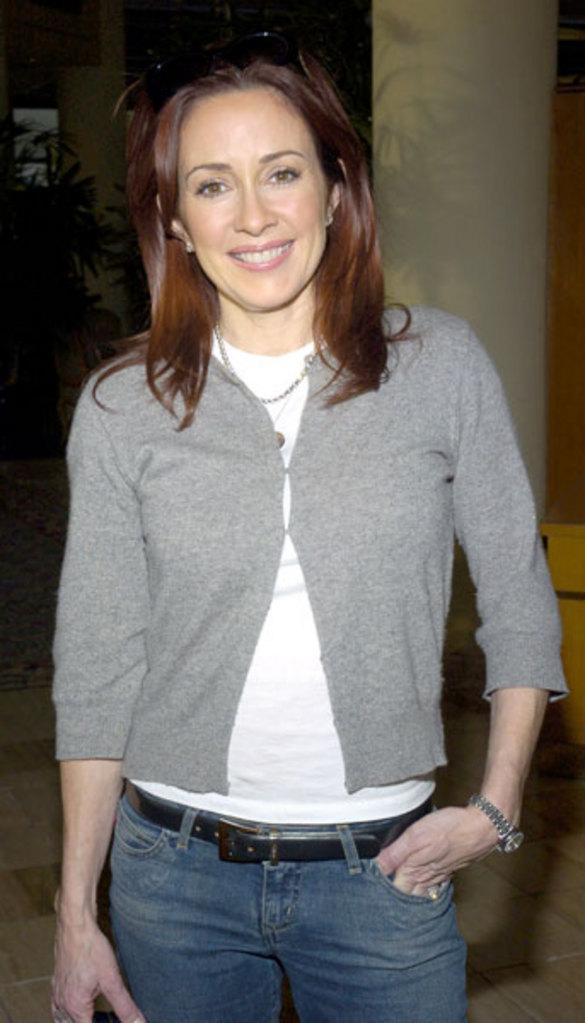
Heaton în 2008

## Filmografie
- Un oraș fără Crăciun (2001)

## Legături externe
- Patricia Heaton la Internet Movie Database
- Patricia Heaton Archive of American Television Interview